# 雪鞋冰川
68°19′S 66°35′W / 68.317°S 66.583°W
雪鞋冰川（英語：Snowshoe Glacier）是南極洲的冰川，位於葛拉漢地的法利埃海岸，全長15公里，流經內尼冰川西南岸，最終注入內尼港，現時由南極條約體系管理。